# Trubbstrimbock
Trubbstrimbock (Macroplea mutica) är en skalbaggsart som först beskrevs av Fabricius 1792. Den ingår i släktet Macroplea och familjen bladbaggar. Arten förekommer i stora delar av Palearktis.

## Beskrivning
En avlång skalbagge med variabel färgteckning på täckvingarna i form av nästan svarta och orangegula till orangebruna längsstrimmor. Mellankroppen är även den orangegul till orangebrun, på den främre delen med ett par mörka, avlånga markeringar. Benen har samma färg, men fötterna är mer eller mindre mörka. Arten är ofta ganska ljus. Färgteckningen varierar dock mycket, och nästan enfärgat mörka täckvingar förekommer. Arten är mycket lik spetsstrimbock och hårig strimbock. Kroppen är dessutom beklädd med mikroskopiska hår, som inte märks annat än att ytan får ett matt, sidenliknande utseende, men som är till hjälp för andningen (se nedan under Ekologi). Kroppslängden varierar mellan 4,5 och 6,5 mm.

## Utbredning
I Europa förekommer arten i Storbritannien, Norge, Sverige, Finland, Danmark, Estland, Lettland, Frankrike, Belgien, Nederländerna, Tyskland, Italien, Polen, Rumänien, Ungern, Vitryssland och Ryssland. Österut fortsätter den vidare till Centralasien där den förekommer i Kirgizistan, Uzbekistan, Mongoliet och Kina. Den förekommer också i Turkiet och Algeriet.
I Sverige finns den längs kusterna, från Skåne till Bohuslän på västkusten, samt från södra Småland över Öland och Gotland till Norrbotten på ostkusten. I Finland finns den längs sydkusten. Arten är klassificerad som livskraftig ("LC") i både Sverige och Finland.

## Ekologi
Trubbstrimbocken är en akvatisk insekt, som helt lever under vatten, där främst i kustnära, fredade brackvattenvikar. Den kan även, mycket sällsynt, påträffas i rent sötvatten. Arten kan inte simma, utan förflyttar sig genom att gå på botten i grunt vatten bland vattenväxterna. På land har den svårt att förflytta sig på sina svaga ben. Frågan om arten kan flyga är omdebatterad; vissa auktoriteter anser det troligt, medan andra förnekar det. Under alla omständigheter lämnar arten högst ogärna vattnet.
De vuxna skalbaggarna är omgivna av ett tunt luftlager som hålls fast av den mikroskopiska behåringen (kallad plastron) och som omger kroppen som en kapsel I praktiken fungerar luftkapseln som en gäle; vattnets syre diffunderar in i den. De vuxna individerna lever främst på borstnate.

### Fortplantning
Under parningstiden kan ofta hanen och honan krypa omkring tillsammans, med hanen sittande på honans rygg. I Europa sker äggläggningen mellan april och september (i Sverige främst mellan juli och augusti). Honan lägger då upptill 20 ägg på rötterna av vattenväxter som borstnate (Potamogeton pectinatus), hårnating (Ruppia maritima), hårsärv (Zannichellia palustris), bandtång (Zostera marina) och slingor. Äggen klistras ihop av en genomskinlig, gummiliknande substans som honan avsöndrar. Larven andas med hjälp av två ihåliga krokar i bakänden. Krokarna är anslutna till trakésystemet, och de sticker in dem i värdväxten och får luft därifrån. Förpuppningen sker  i en brun, halvgenomskinlig kokong som även den är fäst vid rotsystemet. Materialet till kokongen utsöndras av symbiotiska bakterier som lever i larvens tarmsystem. Skalbaggen övervintrar i kokongen.

## Spridning
Arten lämnar ogärna vattensamlingarna där de lever, men är ändå vida spridd i Palearktis. Den genetiska variationen är dessutom förhållandevis stor; inavel är alltså inte vanlig. Förklaringen är, att främsta spridningssättet sker genom andfåglar, bland annat gräsänder: Äggen är mycket motståndskraftiga mot ändernas matsmältningsvätskor, och när änderna äter vattenväxter och samtidigt får i sig ägg, passerar dessa tarmen oskadda.

### Boklänkar
- Jan-Jakob Laux (Februari 2015). ”The Aquatic Leaf Beetle Macroplea mutica (Coleoptera: Chrysomelidae): Population Structure in Europe and the Signature of Zoochorous Dispersal” (på engelska). Hamburgs universitet. https://d-nb.info/1070624829/34. Läst 19 augusti 2018.